# ゼイタク煎餅

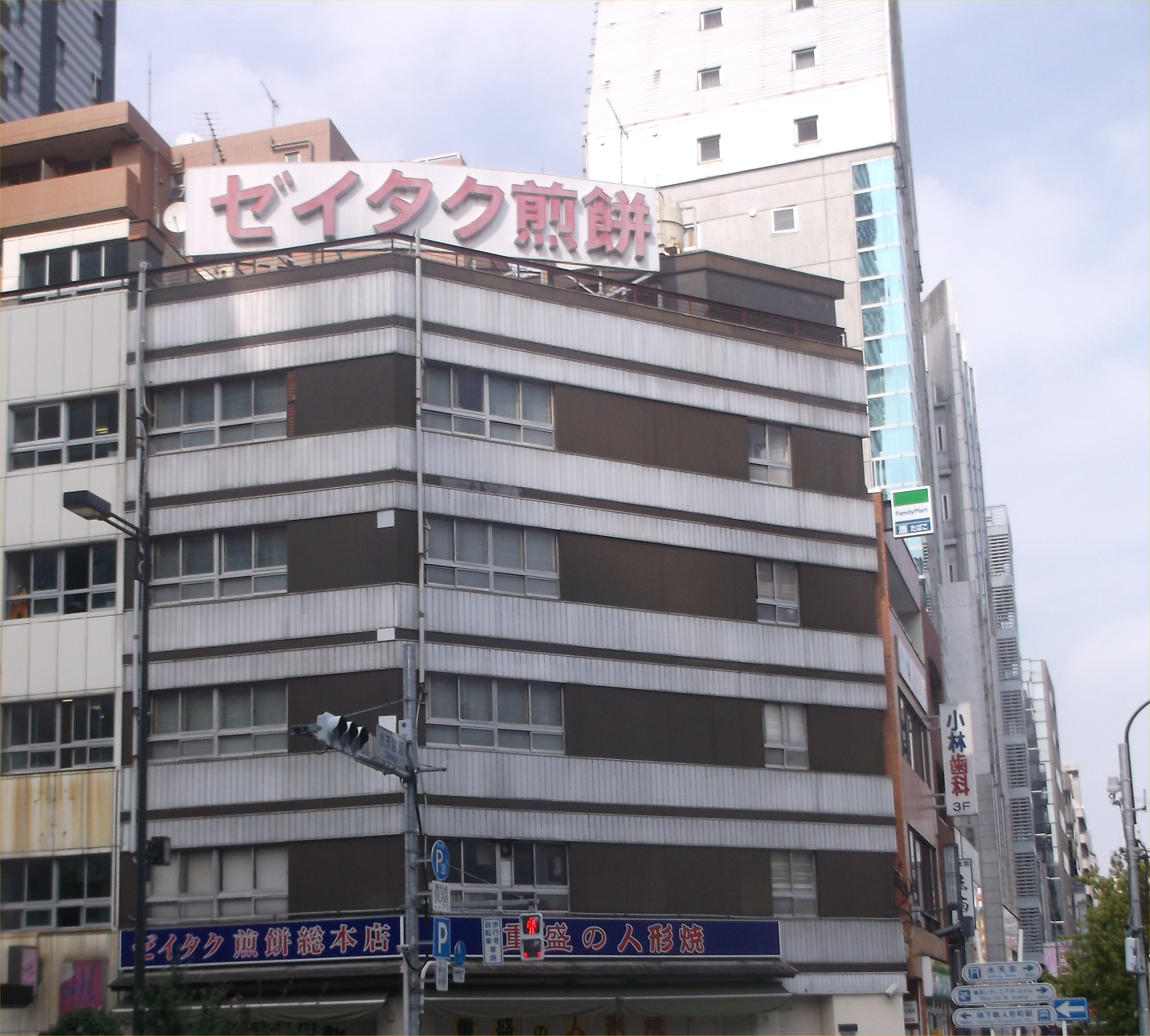
東京都中央区日本橋人形町にある重盛永信堂

ゼイタク煎餅（ゼイタクせんべい）とは、信州伊那出身の重盛永治が考案した甘味煎餅である。

## 解説
信州伊那出身で1917年に人形焼の老舗重盛永信堂を創業した重盛永治（1890年 - ？）が考案した。
戦時中、貴重品だった卵や砂糖を使った「贅沢な」お菓子ということからゼイタク煎餅という名がつく。
生地の中にはピーナッツ・フライビーンズ・けしの実・根生姜・青のりがちりばめられている。
卵・砂糖・小麦粉をベースにしており、鉱泉煎餅と似ている。
派生製品も含めた総称として用いられており、それぞれ「ビンズ煎餅」「格子煎餅」「小判形煎餅」「生姜煎餅」「パピロ煎餅」などの名がついている。

## エピソード
昭和初年、店舗を現在の人形町交差点に移したときに初代社長の重盛永治は大変なアイデアマンで、当時まだ珍しかった飛行機を広告に活かそうと考え、飛行機に宣伝チラシを積んで空からふりまく（日本初のフライヤー広告）。

## 重盛永信堂
日本橋人形町に重盛永治が1917年に個人商店「 重盛永信堂」として創業。創業年からゼイタク煎餅を販売。1927年頃から七福神を型どった「重盛の人形焼」を販売。※七福神を型どった人形焼の元祖は1907年創業の板倉屋とされる。
1941年に菓子製造販売等を目的とする会社組織化。
1972年、2代目社長に重盛好久が就任。
1982年、3代目社長に重盛永造が就任。
2015年、4代目社長に重盛行男が就任。
2016年、株式会社重盛永信堂に変更。

### 店舗
創業者の身内が経営する場合は分店、それ以外（甥を含む）は支店としている。製法の指定はなく総本店の商品とは若干異なるものもある。最盛期には分店・支店合わせて18店舗あった。
- 本店（東京・人形町）
- 武蔵小山分店（1938年に創業者の弟が独立して開業[3]。2019年8月閉店[5]）
- 佐竹通り分店（1957年開業）
- 中延分店（1970年開業）
- 西早稲田支店（1935年開業）
- 南千住支店（1954年開業）
- 金町支店（1966年開業）
- 富士見台支店（1967年開業）2020年10月閉店
- 杉並支店（1967年開業）
- 成増支店（1972年開業）